# Leitrim (circonscription britannique)
Leitrim est une circonscription électorale du Royaume-Uni de Grande-Bretagne et d'Irlande, de 1801 à 1885 et de 1918 à 1922.